# Unidad Educativa San José
La Unidad Educativa Fiscomisional San José es una institución pública de educación primaria y secundaria católica de la ciudad de Tena. Es colegio más antiguo de la Región Amazónica del Ecuador; ya que es fiscomisional significa que es dirigida por una persona con ayuda del gobierno nacional.

## Lema
El lema de la Unidad Educativa Fiscomisional San José es la locución española "Ciencia y Virtud", se origina de los métodos pedagógicos utilizados por los misioneros, mediante los cuales imparten conocimientos científicos y valores humanos. Este lema está plasmado en el escudo del plantel.

## Historia y ubicación
En 1922, llega a la Región Amazónica del Ecuador, la Misión Josefina, que trasladó la sede del Vicariato Apostólico de Napo a la ciudad de Tena; por lo cual, la población fue creciendo rápidamente. Más tarde, se crearon escuelas en conjunto con las misioneras Doroteas.
El 10 de octubre de 1947, el Monseñor Maximiliano Spliller, fundó el "Colegio San José"(nombrado así en honor a San José, patrono de los Josefinos de Murialdo), para dar clases a un pequeño grupo de estudiantes que deseaban continuar sus estudios. Al inicio, casi todos los maestros eran sacerdotes, pero con el paso del tiempo, se consiguió muchos docentes. Tiempo después, se dividió al colegio en dos secciones: masculina y femenina. En ese entonces tenía su sede en dos edificios de la Misión Josefina de Tena en el "Barrio Central".
En 1999, por la gran cantidad de alumnos se inician los trámites para pedir al Gobierno, la construcción de nuevas instalaciones. En 2003, empieza la construcción de las actuales instalaciones, que fueron inauguradas en 2007. Al trasladarse de sede, la Misión Josefina dejó de influir en la institución, y en el 2008 la administración pasó a manos del gobierno nacional,
Desde 2008, la institución cuenta con Bachillerato Internacional, siendo una de las 20 primeras en el país, autorizadas para impartirlo. En el 2012, para cumplir la Ley de Educación, cambia su nombre de "Colegio Fiscomisional San José" a "Unidad Educativa Fiscomisional San José" y en el año lectivo 2013-2014 se fusiona con la Escuela Fiscal San Antonio, sumándose todos los profesores y alumnos a la institución. Actualmente, la institución cuenta con su sede al extremo oriental de la ciudad, posee más de 1500 estudiantes, desde 1° de EGB hasta 3° de BGU, distribuidos en 3 bloques de primaria, 3 bloques de aulas para secundaria, además cuenta con un bloque administrativo con biblioteca, un coliseo, una cancha de ecuavóley, otra de fútbol con cubierta y otra de césped sintético.